# Budoc de Dol
Saint Budoc ou Budocus ou Budeaux ou Bothmael ou Budog est un saint breton, originaire du pays de Galles, qui aurait établi une école monastique sur l'Île Lavrec (Lavret), dans l'archipel de Bréhat dans la deuxième moitié du Ve siècle ou du VIe siècle. 
Saint chrétien, il est fêté le 8 décembre. 

## Histoire et tradition
Fils du roi de Goëlo, et d'Azénor, ou Aliénor, fille du mythique Even, comte de Lesneven, il est le quatrième enfant d'une fratrie de six. Faussement accusée d'adultère, sa mère Azénor fut, d'après la légende, enfermée au château de Brest puis jetée à la mer dans un tonneau, errant au gré des courants et nourrie par un ange, elle échoua sur la côte irlandaise (en un lieu nommé Bellus portus, Beau port) après avoir donné le jour à un garçon que l’abbé de Beauport, seigneur du lieu, baptisa Budoc (nom vieux-breton signifiant « victorieux, riche en vertus », de *bod-, réinterprété populairement par beuz(iñ) « (se) noyer », pouvant alors s'entendre comme le « sauvé des eaux » pour en faire le nouveau Moïse) en 538. Budoc serait par la suite devenu abbé de cette abbaye de Beauport en Irlande (à ne pas confondre avec l'abbaye de Beauport, près de Paimpol, nettement postérieure), avant de traverser la mer dans une auge de pierre et de débarquer à Porspoder. Peu après, harcelé par les quémandeurs de miracles, il chargea sa pierre sur une charrette de bœufs qu'il laissa vagabonder. À l'endroit où ils s'arrêtèrent, Budoc fonda un oratoire sur l’emplacement duquel fut bâtie l’église de Plourin.
Sa vertu remarquée par saint Magloire en fit son successeur après avoir été consacré évêque de Dol.
Son épiscopat dura 26 ans. Très peu de textes parlent de lui, mais on sait qu'il aurait fait un voyage à Jérusalem où, très estimé, il reçut des reliques qu'il déposa à l’Église de Sansom (Orléans).
Il décèdera un 8 décembre, vers 585, dans son diocèse de Léhon. Ses reliques qui ont été déposées à Dol ont disparu au fil des siècles.
La Vita (Vie latine) de saint Gwenole, fondateur du monastère de Landévennec, rapporte que Fragan, le père du jeune saint, aurait envoyé celui-ci étudier sous la férule de Budoc.
Sous le nom de Bothmael, Budoc apparaît comme un disciple de saint Maudez dans la Vie latine de celui-ci.  La Vita Maglorii (vie de Saint Magloire) et la Chronique de Dol (fin du XIe siècle) en font un « archevêque » de Dol à la suite de saint Magloire, lui-même successeur de saint Samson. C'est lui par exemple qui en 633 aurait déclaré saint Rioc selon Albert Le Grand.

## Légende

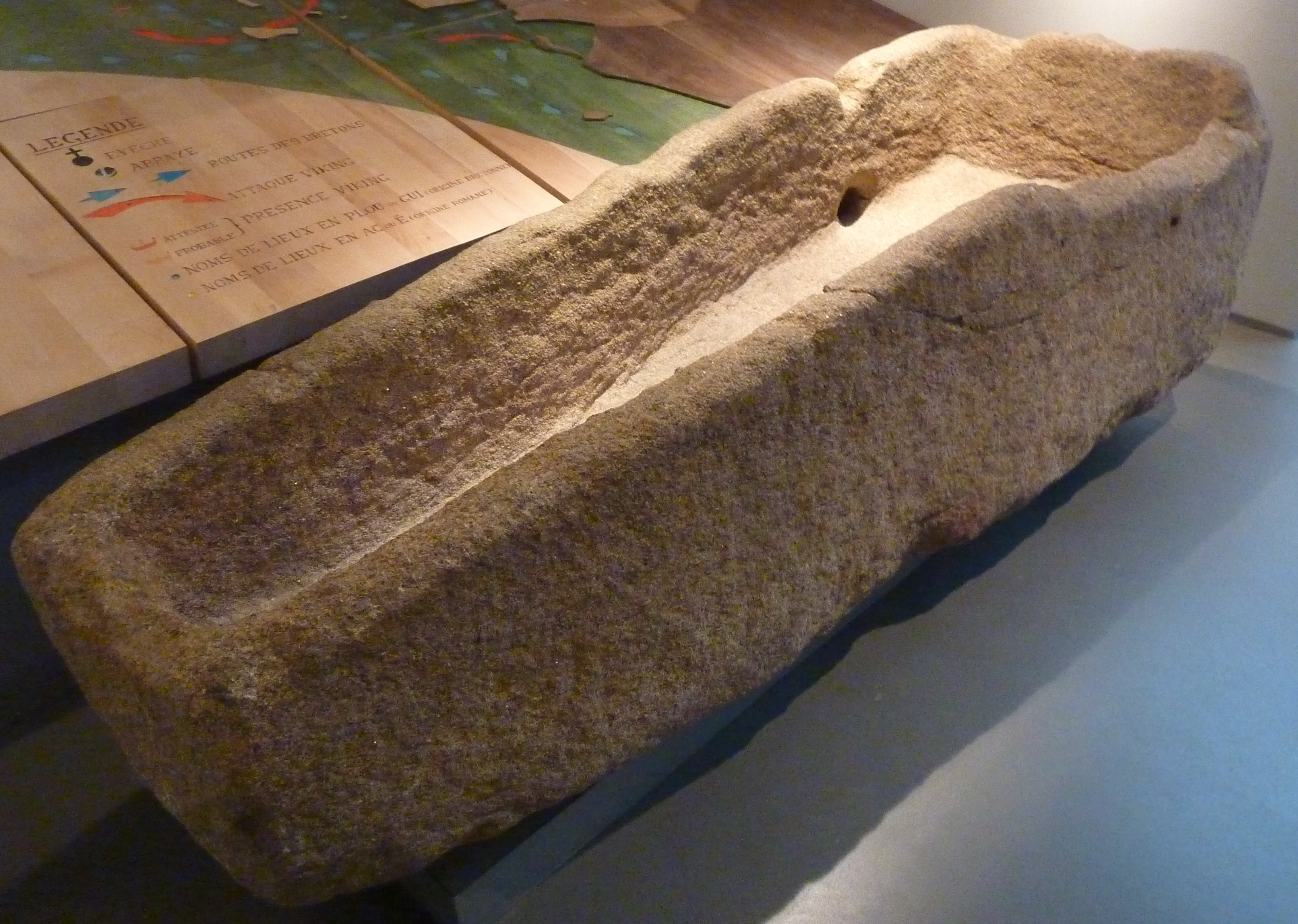
Sarcophage mérovingien ("auge de pierre") dit de saint Budoc, trouvé à Dol-de-Bretagne (Musée de Bretagne, Rennes).

On dit de saint Budoc qu'il est né outre-Manche — en Irlande ou au pays de Galles suivant les sources — et qu'il serait arrivé miraculeusement en Bretagne, à l'île Lavret, près de Bréhat, à bord d'une auge de pierre. Il s'agit sans doute là d'une description des curraghs, embarcations que les britanniques utilisaient et qu'ils lestaient d'une pierre.
La légende de saint Budoc prétend qu'après avoir séjourné à Porspoder, il fit charger sur un chariot attelé de quatre bœufs le cercueil de pierre qui lui avait servi d'embarcation pour traverser la mer et décida que là où l'essieu du chariot se romprait, il élèverait son église ; ce serait l'origine de l'église de Plourin.

## Chant
Tropaire de saint Budoc :
« Tu fus miraculeusement préservé de la furie de l'océan

Puis étant nourri par la main de Dieu,

Tu te dévouas entièrement à Son service, ô saint évêque Budoc.

Étant couvert d'honneurs aussi bien temporels que spirituels à Armagh et Dol,

Tu œuvras pour gagner les âmes au Christ,

C'est pourquoi nous implorons ton aide,

Supplie le Christ notre Dieu afin qu'Il nous sauve. »

## Saint Patron
- Saint Budoc est un des saints patrons des mariniers car il serait né dans un tonneau[10].

## Ses traces dans la Bretagne actuelle
- En Bretagne, au moins cinq rues portent son nom (Saint Budoc ou Saint Beuzec), d'après Les Noms qui ont fait l'histoire de Bretagne, 1997 ;
- Église Saint-Budoc à Plourin (Finistère) ;
- Église Saint-Budoc de Porspoder (Finistère)[11] ;
- La commune de Beuzec-Cap-Sizun (Finistère) doit son nom à saint Budoc qui est le saint patron de son église paroissiale, dénommée aussi Notre-Dame-de-la-Clarté[12] ;
- De même pour l'ancienne paroisse de Beuzec-Cap-Caval, désormais rattachée à la commune de Plomeur ;
- Église Saint-Budoc  à Beuzec-Conq, désormais rattachée à la commune de Concarneau ;
- Saint Budoc est aussi le patron de la paroisse, désormais commune, de Trégarvan (Finistère).

### Articles liés
- Liste des évêques de Dol
- Diocèse de Dol